# E53

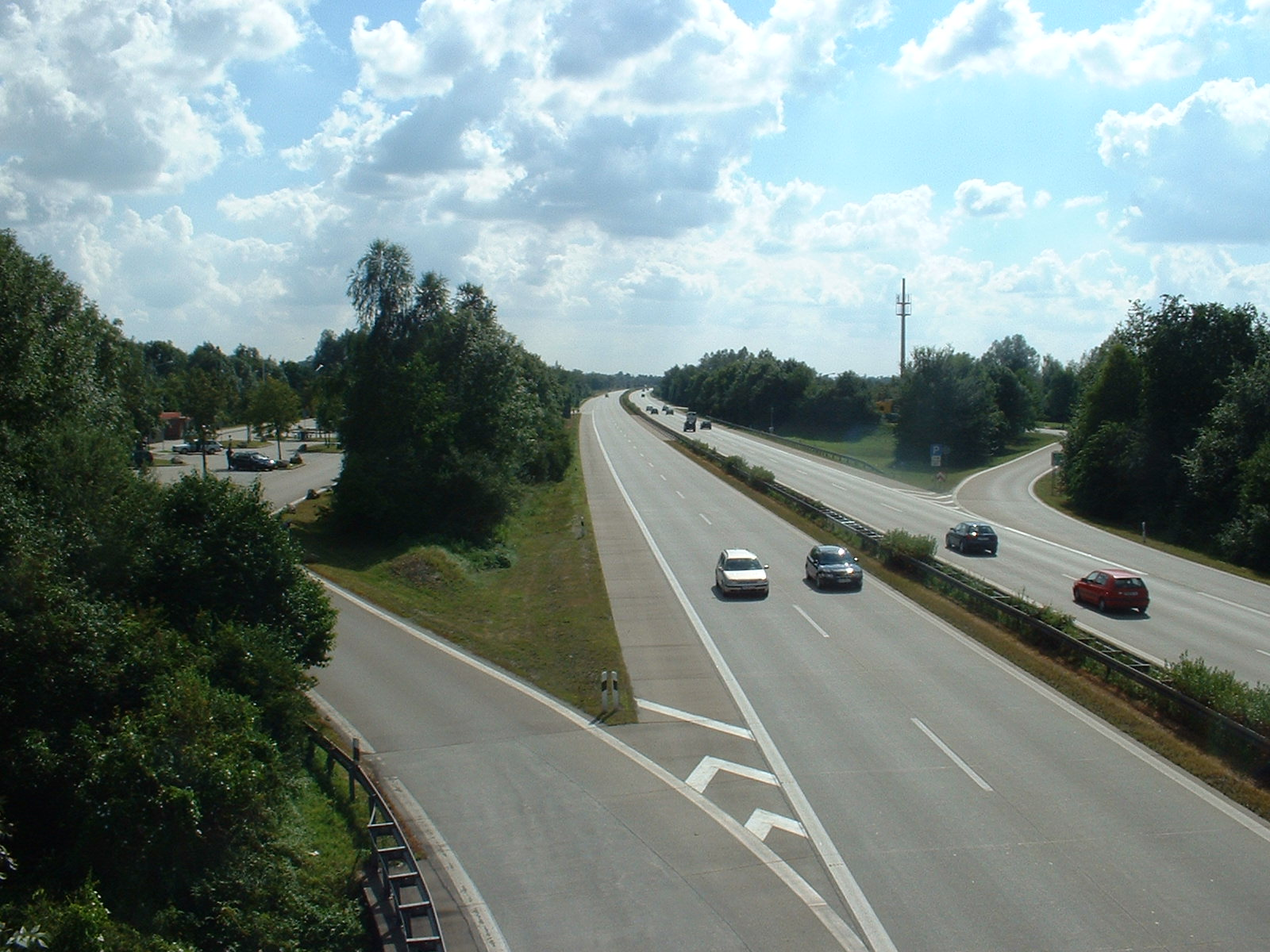
Nära Moosburg mellan München och Landshut.

E53 eller Europaväg 53 är en 270 kilometer lång europaväg som börjar i Plzeň i Tjeckien och slutar i München i Tyskland.

## Sträckning
Plzeň - Klatovy - (gräns Tjeckien-Tyskland) - Eisenstein - Deggendorf - München

## Standard
E53 är landsväg Plzeň-Deggendorf, och motorväg (A92) Deggendorf-München.

## Anslutningar
| - E49 - E50 - E56 |  | - E45 - E52 |